# Берхтольд из Кремсмюнстера

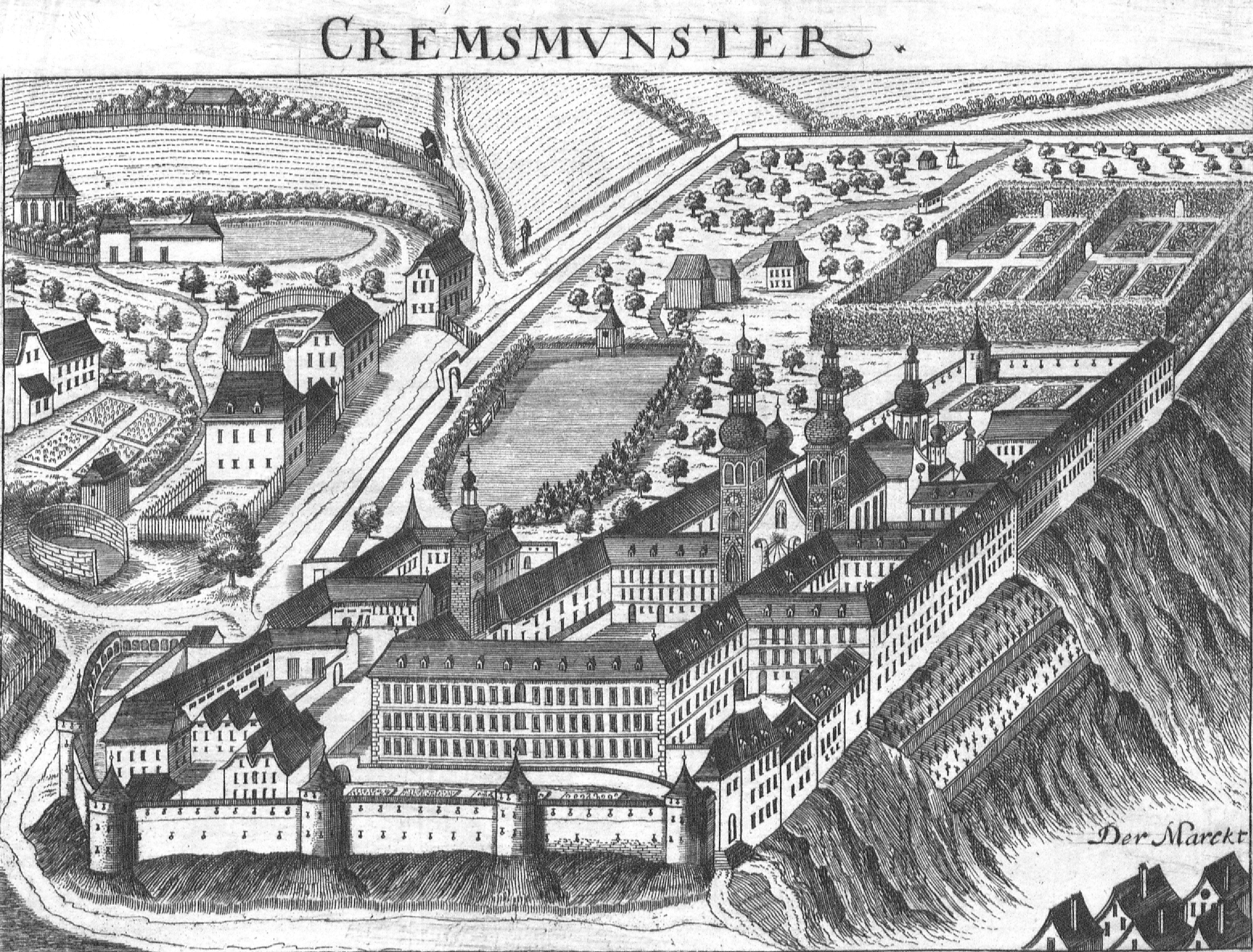
Кремсмюнстерское аббатство. Гравюра Георга Маттеуса Фишера, 1674 г.

Берхтольд из Кремсмюнстера, или Бернард Норикский (нем. Berchtold von Kremsmünster, лат. Bernardus Noricus; около 1270 — 1326) — средневековый хронист и церковный писатель, монах-бенедиктинец из Кремсмюнстерского аббатства. Автор ряда исторических и агиографических трудов.

## Биография
Родился около 1270 года в окрестностях Кремсмюнстерского аббатства в Верхней Австрии, располагавшегося в землях княжества-епископства Пассау. В юном возрасте постригся в этой обители, вступив в орден бенедиктинцев, и получив в ней духовное образование. В 1290 году стал диаконом, а в 1300 — священником, исполняя также обязанности монастырского приора и кустода коллегиальной церкви Христа Спасителя и Св. Агапита. 
С 1292 года трудился в Кремсмюнстерском монастыре в качестве переписчика рукописей, позднее возглавив его скрипторий. Исследователями выявлено 68 манускриптов с автографами Берхтольда, большинство из которых сохранилось в монастырской библиотеке Кремсмюнстера, в его времена уже включавшей около 400 книг. В 1319 году он посетил папский двор в Авиньоне, по возвращении откуда ушёл на покой, занявшись литературными трудами. Скончался в феврале 1326 года в родной обители, где и был похоронен.

## Сочинения
Перу Берхтольда принадлежит девять латинских трудов, как правило, компилятивных: 
- «Порядок епископов Лорха» (лат. De ordine episcoporum Laureacensium), содержащий их краткую историю с 250-го по 1321 год, в начальной своей части основанную на недостоверных преданиях, а в последующих — на «Мелькских анналах» и др. общеимперских источниках[10]. Автографическая рукопись хранится в монастырской библиотеке Кремсмюнстера.
- «История епископов Пассау и герцогов Баварии» (лат. Historia episcoporum Pataviensisum et ducum Bavariae), посвящённая примерно тому же периоду и опирающаяся на те же источники.
- «Кремсмюнстерское прибавление» (лат. Auctarium Cremifanense) — дополнения к «Анналам Кремсмюнстерского монастыря» за 249—1217 годы. Автограф находится в собрании Австрийской национальной библиотеки (Вена).
- «Книга о происхождении и разрушении Кремсмюнстерского монастыря» (лат. Liber de origine et ruina monasterii Cremifanenis, Narracio de ecclesia Chremsmunster), посвящённая истории этой обители, начиная с её основания её в 777 году баварским герцогом Тассилоном III до разрушения в X веке, а также повторному её основанию в 1040 году. Доводит изложение до 1290 года. Автографическая рукопись находится в монастырской библиотеке Кремсмюнстера.
- «Кремсмюнстерская история» (лат. Historia Cremifanensis), охватывающая события, связанные с историей монастыря, с 777 по 1304 год и частично основанная на документах его архива. Автограф хранится в Австрийской национальной библиотеке.
- «Каталог аббатов Кремсмюнстерского монастыря» (лат. Catalogus abbatum monasterii Cremifanensis), содержащий краткие биографии его настоятелей с 777 до 1308 года, правления аббата Фридриха фон Айха (1328). Доведён был продолжателями до 1488 года[11]. Автограф его хранится в монастырской библиотеке Кремсмюнстера.
- «Каталог Римских понтификов» (лат. Catalogus pontificum Romanorum), включающий жизнеописания пап с 777 по 1304 год. Автограф хранится в Австрийской национальной библиотеке.
- «О происхождении и порядке герцогов Австрийских» (лат. De origine et ordine ducum Austrie), кратко излагающий историю последних со времен остготского короля Теодориха до 1325 года, позднейшее дополнение к которому за 1386 год перечисляет имена австрийских дворян, павших в битве при Земпахе. Автограф хранится в монастырской библиотеке Кремсмюнстера.
- «Порядок герцогов и королей Баварии» (лат. De ordine ducum Wawariae sive regum), содержащий основанную на вышеназванных анналах Мелькского монастыря краткую историю Баварских правителей с 508 по 1313 год. Автографическая рукопись хранится там же.

Помимо перечисленных сочинений, Берхтольду принадлежит ряд проповедей, также ему приписывалось несколько работ, автором которых на самом деле являлся Альберт Богемский (1180—1258). Ещё одно его произведение, сборник песнопений на праздник покровителя Кремсмюнстерского аббатства Св. Агапита «Legenda et Sermo Sancti Agapiti», считается утерянным.
Имя Берхтольда Кремсмюнстерского, несмотря на прекрасную, в сравнении с сочинениями многих современников, сохранность рукописей его трудов, во второй половине XIV—XV веках практически было забыто и впервые введено в научный оборот немецким историком-гуманистом Иоганном Авентином, который первым дал ему имя Бернарда Норикуса, т. е. «Баварца», и использовал его летописи сначала в своих латинских «Анналах Баварских князей» (1522), а затем основанной на них немецкой «Баварской хронике» (1533).
Научное издание трудов Берхтольда опубликовано было в 1880 году в Ганновере немецким историком Георгом Вайцем в 25 томе раздела «Scriptorius in Folio» серии «Monumenta Germaniae Historica» (MGH).